# Diaspis diospyri
Diaspis diospyri är en insektsart som beskrevs av Ferris 1937. Diaspis diospyri ingår i släktet Diaspis och familjen pansarsköldlöss. Inga underarter finns listade i Catalogue of Life.